# Aphanistes dreisbachi
Aphanistes dreisbachi là một loài tò vò trong họ Ichneumonidae.